# The Survivalist
Pour plus de détails, voir Fiche technique et Distribution.
The Survivalist est un thriller américain réalisé par Jon Keeyes, sorti en 2021.

## Synopsis
Un an après la chute de la civilisation provoquée par une pandémie mondiale, un ancien agent du FBI devenu survivaliste, Ben, est forcé de protéger une jeune femme, Sarah, qui s'avère être immunisée contre ce virus mortel d'autant qu'elle est traquée par un dangereux gang mené par un psychopathe, Aaron, qui prend d'assaut sa ferme pour mettre la main sur cette miraculée...

## Fiche technique
- Titre original et français : The Survivalist
- Réalisation : Jon Keeyes
- Scénario : Matthew Rogers
- Musique : Ben Weinman
- Photographie : Austin F. Schmidt
- Montage : Alan Canant
- Production : Jon Keeyes, Jordan Yale Levine et Jordan Beckerman
- Sociétés de production : Yale Productions, Highland Myst Entertainment et RSM
- Société de distribution : Quiver Distribution
- Pays de production :  États-Unis
- Langue originale : anglais
- Format : couleur
- Genre : thriller
- Durée : 91 minutes
- Dates de sortie : 
  - États-Unis : 1er octobre 2021
  - France : 23 février 2022 (DVD)

## Distribution
- Jonathan Rhys-Meyers (VF : Christophe Hespel) : Ben
- John Malkovich (VF : Edgar Givry) : Aaron Ramsey
- Ruby Modine : Sarah
- Jenna Leigh Green : Marley
- Julian Sands (VF : Jérôme Keen) : Heath
- Thaddeus Street : Matthew Ramirez
- Jon Orsini : Owen Hanley
- Rob Dubar : Jackson Everett
- Obi Abili : John Larsson
- Simon Phillips : Danny
- Tom Pecinka : Guy
- Lori Petty : l'opératrice de la radio

 Source et légende : version française (VF) sur RS Doublage et carton de doublage français.
- Version française
  - Studio de doublage : FDR Studios 
  - Direction artistique : Adrian Malabry
  - Adaptation : Marie Nicolas